# Абдырь
Абдырь, Абдырское (Абдырское № 5) — бывшее горько-солёное озеро (на современных топографических картах отображается как безымянный солончак) в Волжском сельсовете на востоке Наримановского района Астраханской области России. Располагается на правобережье Волги к северу от Астрахани в холмистой степи с суглинистыми и супесчаными почвами.

## Название
Самыми распространёнными и многочисленными группами топонимов на территории Астраханской области являются тюркские и монгольские, поэтому наиболее вероятно, что название озера восходит к монгольско-тюркскому термину абдыра, означающему сундук или ларь, который используется в юртах для хранения и транспортировки вещей.

## Физико-географические параметры озера

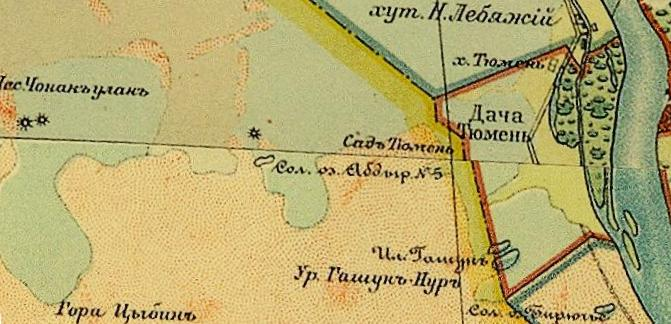
Озеро Абдырь (подписано как Сол. оз. Абдыр. № 5) на топографической карте Астраханской губернии 1909 года

Географическо-статистический словарь Российской Империи приводит следующие параметры озера: длина 135 саженей (около 290 м), ширина 40 саженей (около 85 м), окружность 430 саженей (около 920 м), слой соли до полутора вершков (до 7 см).
В озере добывался мирабилит, используемый в стекольном и содовом производстве. Содержание мирабилита в осадочной соли озера составляло от 5 % до 20 % в зависимости от времени года. Добыча мирабилита в 1855 году составила 386 т.
Оно являлось горько-солёным озером.
Около озера проходил Астраханский оборонительный обвод (противотанковый ров), сооружённый в 1941—1942 годах.